# 藤菊黄素
藤菊黄素（也称为3,5,7,3',4'-五羟基-6-甲氧基黄酮，3,3′,4′,5,7-Pentahydroxy-6-methoxyflavone，或菊菊素、万寿菊素）是一种天然的栎草亭衍生O-甲基化黄酮，分子式C16H12O8，存在于谷精草属（Eriocaulon）物种等多种植物中。